# Nursultan Nazarbajev
Nursultan Äbisjuly Nazarbajev (kazakiska: Нұрсұлтан Әбішұлы Назарбаев), född 6 juli 1940 i Sjamalghan i Kazakiska SSR i Sovjetunionen (nu Kazakstan), är en kazakisk politiker. Han blev 1990, året före Kazakstans självständighet, sovjetrepubliken Kazakstans styresman. Han var Kazakstans president mellan 1991 och 2019.

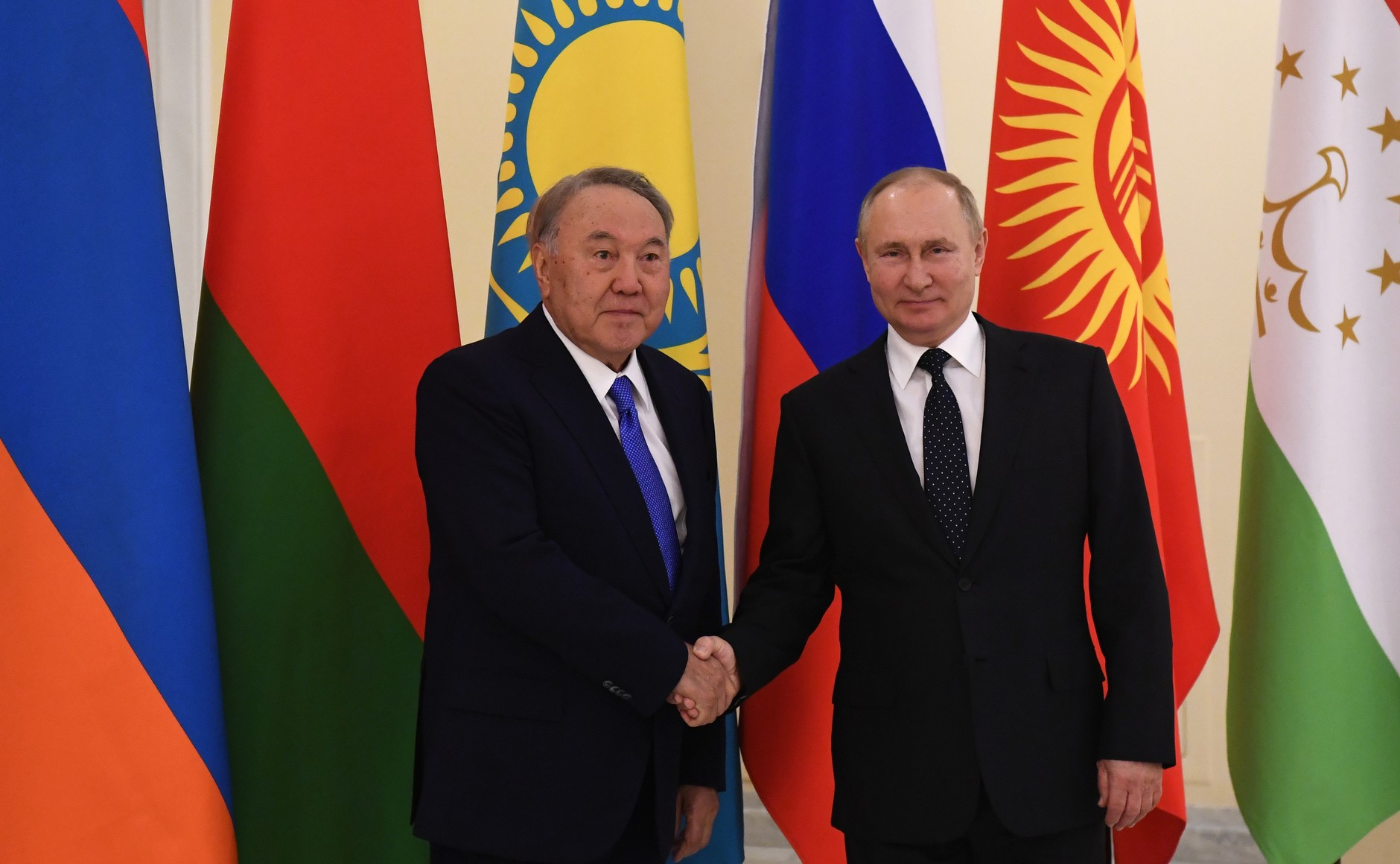
Nazarbajev tillsammans med den ryske presidenten Vladimir Putin i december 2021.

## Biografi
Nazarbajev började sin yrkebana i metallurgin. Senare studerade han även ekonomi. Hans politiska karriär började 1969 i ungdomförbundet Komsomol. Under 1980-talet blev Nazarbajev generalsekreterare för Sovjetunionens kommunistiska parti i Kazakiska SSR.
Han valdes egentligen till president på en fyraårsperiod, men lät 1998 förlänga sitt mandat till sju år. Hans styre kan närmast klassas som diktatoriskt och han har genomfört en mängd kontroversiella beslut, som att flytta huvudstaden från Almaty till Astana och där låta bygga upp stora palats åt sig och sina ministrar. Han omvaldes för en ny sjuårsperiod år 1999 (i ett val som fördömts som odemokratiskt av OSSE) och återigen 2005 och 2015.
Den 19 mars 2019 meddelande Nazarbajev att han avgår som president. Qasym-Zjomart Toqajev tog över rollen som president samma dag. Dagen efter beslutade parlamentet att ändra huvudstaden Astanas namn till Nur-Sultan. I september 2022 bytte den dock namn tillbaka till Astana.
Nursultan Nazarbajevs dotter Dariga Nazarbajeva är sedan 2019 talman i Kazakstans parlament.

## Utmärkelser
- Jubileumsmedalj ”För firandet av 100-årsdagen av Vladimir Lenins födelse”,  1970
- Hedersmärke-orden,  1972
- Arbetets Röda Fanas orden,  1972
- Storkorsriddare med kedja av Republiken Italiens förtjänstorden,  4 maj 1997[7]
- Första klass av Jaroslav den vises orden,  13 oktober 1997[8]
- Andreasorden,  1998
- Vita örnens orden,  2002
- Hedersdoktor vid Pekinguniversitetet,  2002[9]
- Storkorset av Vita dubbelkorsets orden,  21 november 2007[10]
- Mugunghwaorden,  2009[11]
- Storkorset med kedja av Finlands Vita Ros orden,  13 mars 2009[12]
- Frihetsorden,  2 juli 2010[13]
- Alexander-Nevskij-orden,  2015
- Orden för vänskap mellan folken,  19 juni 2015
- Kedja av Isabella den katolskas orden,  2017[14][15]
- Kinas vänskapsorden,  28 april 2019[16]
- Republiken Serbiens orden
- Storkors av Hederslegionen
- Storkorset av Ekkronans orden
- Krysantemumorden
- Tre Stjärnors orden, första klass
- Nilorden
- Medalj "För utveckling av jungfruland"
- Storkors med kedja av Ungerska förtjänstorden
- Hedersdoktor vid Moskvas statliga institut för internationella relationer[17]
- Storkors av Leopoldorden
- Första graden av Manasorden
- Al-Fakhr-orden
- Orden för ära och heder
- Sloveniens frihetsorden
- Georgiska gyllene skinnets orden
- Zayedorden
- Första graden av Sergej av Radonesj-orden
- Qatars självständighetskedja
- Republiken Turkiets statsorden
- Kedja av Terra Mariana-korsets orden
- Presidentens skinande orden
- Gejdar Alijev-orden
- Storkors av Karl den heliges orden
- Riddare med storkors av Sankt Mikaels och Sankt Georgsorden
- Kung Tomislavs stororden
- Astanamedaljen
- Jubileumsmedalj "60-årsdagen för segern i det Stora Fäderneslandkriget 1941-1945" (Kazakstan)
- Medalj "Astana 10 år"
- Medalj "Kazakstans väpnade styrkor 20 år"
- Medaljen "Kazakstans självständighet 20 år"
- Medalj "Kazakstans konstitution 20 år"
- Tselina-orden
- Medalj "Kazakstans parlament 10 år"
- Otan-orden
- Medalj "Kazakstans järnvägar 100 år"
- Gyllene örnens orden
- Medalj "Kazakstans väpnade styrkor 10 år"
- Medalj "Kazakstans självständighet 10 år"
- Kedja av Piusorden
- Jubileumsmedalj "70 år för Sovjetunionens väpnade styrkor"
- Medalj till minne av St. Petersburgs 300-årsjubileum
- Storkors av Vytautasorden
- Första graden av Dmitrij Donskoj-orden
- Ismail Samani-orden
- Storkors av Frälsarens orden
- Oktoberrevolutionsorden
- Medalj till minne av Moskvas 850-årsdag
- Österrikiska republikens förtjänstorden i guld
- Orden "För framstående förtjänst", Uzbekistan
- Medalj "Till minne av Kazan 1000 år"
- Storkorset av Rumänska Stjärnans orden
- Republiken Tatarstans förtjänstorden
- Orden till Achmat Kadyrovs minne
- Kazakhstanska folkets hjälte

[Redigera Wikidata]